# Giochi di carte bellissimi di regola, e di memoria
Giochi di carte bellissimi di regola, e di memoria è un libro del 1593 scritto da Horatio Galasso e pubblicato a Venezia . Il manuale rappresenta una delle collezioni di giochi di magia più ricche del XVI secolo, contenente le spiegazioni di diversi effetti e descrivendo diversi sistemi di preordinamento del mazzo .